# Prostitución en Grecia

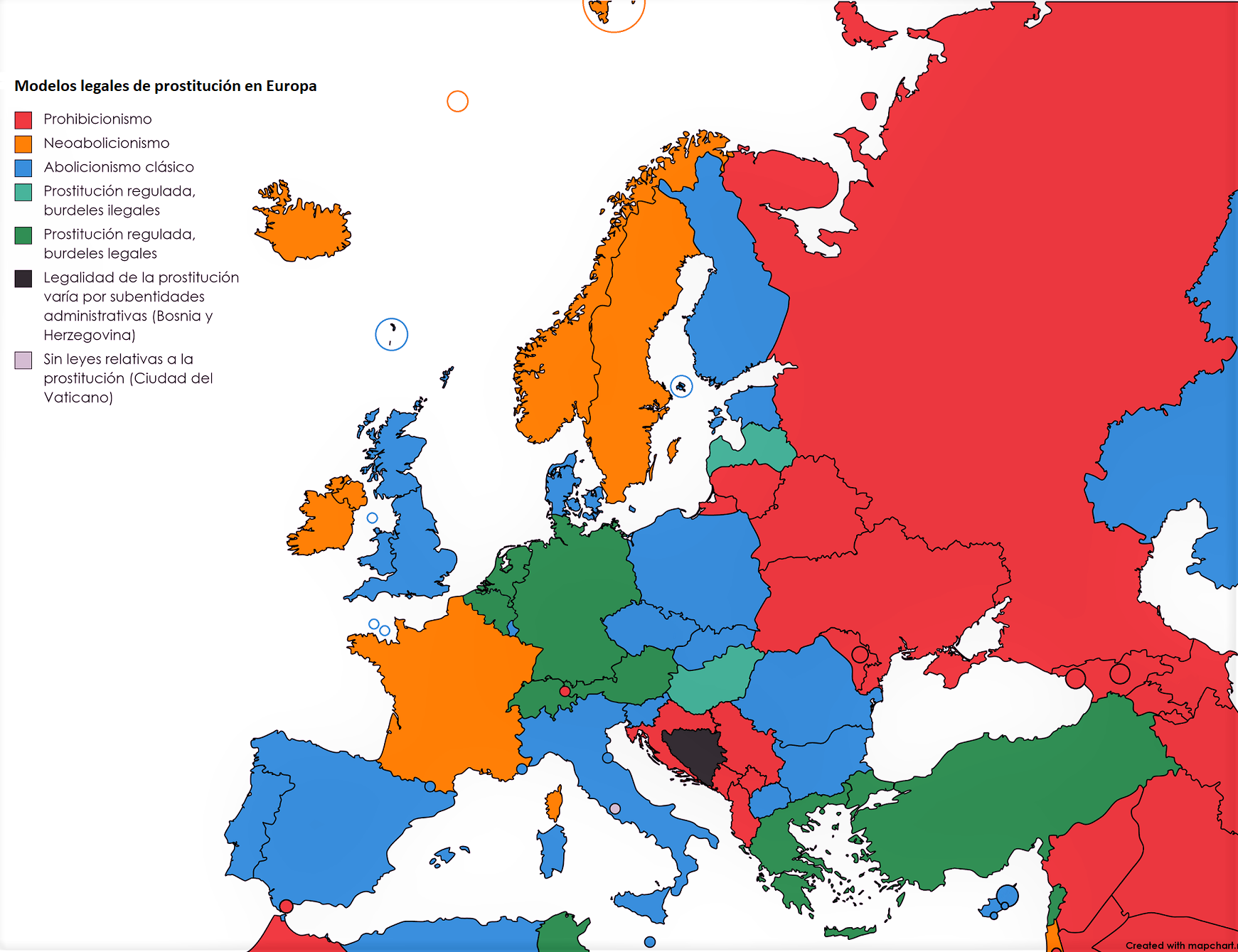
Prostitución en Europa. En verde, el modelo regulacionista (prostitución legal, regulada bajo leyes creadas específicamente para ella) al que pertenece Grecia.

La prostitución en Grecia es legal desde los 18 años y está regulada mediante leyes específicas. En Grecia hay aproximadamente 18.200 prostitutas. Se estima que menos de 1.000 mujeres están legalmente empleadas como prostitutas. Las demás mujeres, la mitad de las cuales son de origen extranjero y la otra mitad son griegas, se dedican a la prostitución ilegal. Muchas mujeres afectadas por la crisis económica han recurrido al ejercicio de la prostitución huyendo de la pobreza.

## Situación legal
Las mujeres que trabajan legalmente como prostitutas deben ser mayores de 18 años, solteras, con permiso de residencia y de trabajo en el país. Han de estar sanas, sin enfermedades de transmisión sexual ni trastornos mentales, no ser drogodependientes y no haber sido nunca condenadas por homicidio, proxenetismo, pornografía infantil, tráfico de estupefacientes, robo o chantaje. Deben estar empadronadas en la población donde trabajan y están obligadas a portar una tarjeta médica y actualizarla cada dos semanas; solo pueden trabajar en burdeles estatales, llamados estudios. Estos burdeles deben tener permisos, que desde 1999 son concedidos por el estado. 
El ofrecimiento de servicios sexuales en la vía pública es ilegal, pero común.
El proxenetismo es un delito en Grecia. 

## Riesgos sanitarios
El uso del condón entre clientes es bajo. ONUSIDA estima que sólo se usa en un 4 % de relaciones sexuales. Esto aumenta el riesgo de transmisión del VIH y otras ITS.

## Prostitución masculina
A mediados del siglo XX, la contratación de prostitutos masculinos por parte de hombres homosexuales de clase media era una realidad en Grecia. Esta clase de prostitución se llevaba a cabo en burdeles especiales denominados «κωλοχανεία» ("colonias").